# Star TV (Turquie)
Pour les articles homonymes, voir Star TV.
Star TV est la première chaîne de télévision privée turque, créée par Cem Uzan et Ahmet Özal en 1989. 
Cette chaîne de télévision est connue en Turquie mais également à l'étranger (avec la communauté turque d'Allemagne, de France et du Royaume-Uni) avec sa chaîne de télévision dédiée pour l'Europe (EuroStar).

## Programmes

### Séries
- 2012- : Muhteşem Yüzyıl
- 2014- : Kurt seyit ve sura
- 2014- : Kardes payi
- 2013- : Aramizda kalsin
- 2013- : Medcezir
- 2012- : Beni Affet
- 2013- : AŞKIN BEDELI
- 2015- : Kara Sevda

### Shows
- 1992- : Şampiyonlar Ligi Özel
- 1992- : UEFA Şampiyonlar Ligi
- 2008- : Süper Star Life
- 2011- : Soframız
- 2012- : Evim Mis Evim
- 2012- : Melek
- 2012- : Küçük Şeyler
- 2012- : İnsanlar Alemi
- 2012- : Benim Güzel Evim
- 2012- : Benzemez Kimse Sana (Murat Başoğlu)
- 2012- : Büyük Risk (Selçuk Yöntem)
- O Ses Türkiye adaptation de the voice
- Survivor Ünlüler - Gönüllüleradaptation de koh lanta
- Yetenek Sizsiniz Türkiyeadaptation de l'incroyable talent

### Cinéma
- 2012- : Düşler Sineması

## Historique

### Ère Uzan
La chaîne fut lancée le 1er mars 1989 en phase de test. Elle portait alors le nom de Magic Box Star 1. Elle était la première chaîne de télévision privée de Turquie ainsi que la troisième, après TRT 1 et TRT 2. À la suite du départ d'Ahmet Özal, la chaîne fut rebaptisée InterStar immédiatement après son départ. Le logo de la chaîne changea alors pour devenir le S bleu orné d'une étoile blanche.
Elle proposait des exclusivités tels que la Turkcell Süper Lig (rachetée depuis par Lig TV) ainsi que des films ayant fait des records au box-office américain. Elle propose également les rencontres de l'UEFA Champions League, favorisant les rencontres turques en les mettant en prime-time et en rediffusant le second match juste après le premier, depuis 1993.
Elle fut également productrice de séries à succès tels que Kara Melek, Üvey Baba ou encore Besik Kertmesi.
Elle fut également la première chaîne turque à être diffusée en numérique (en DVB-S2) sur le satellite grâce à son bouquet d'offre à télévision Star Digital en 1999, qui proposait notamment des chaînes thématiques tels que Kral TV (première chaîne musicale turque), Tele On,Star Haber 24 (devenu depuis Haber Türk) mais aussi toutes les chaînes turques nationales ainsi que des chaînes étrangères tel que AC Milan Channel ou autres chaînes déclinés de Star TV tels que Star 2, Star Max, Kanal 6, Metro Plus, Nev TV ainsi que Joy TV.
En 2003, la chaîne pris le nom (devenu courant) de Star TV et changea alors son logo, passant du bleu au rouge.

### Ère TMSF
Lors des élections de 2003, Conseil supérieur de l'audiovisuel (RTÜK) met une sanction à la chaîne l'interdisant de diffuser en affichant la raison sur les écrans (voir image ci-contre) pour avoir favorisé un candidat à l'élection du premier ministre Cem Uzan, également propriétaire de la chaîne ainsi que son parti politique Genç Parti (Parti jeune).
Lors de cette sanction, la chaîne se remet à jour en changeant de logo et passe du bleu au rouge en gardant l'étoile blanche (couleurs de la Turquie) pour monter que c'est LA chaîne turque et essayant ainsi de prendre un nouvel envol. Mais ses espoirs seront vains. En effet, l'année suivante, le Fonds d'assurance des dépôts d'épargne (TMSF) prend toutes les actions de Cem Uzan, propriétaire de la chaîne pour avoir blanchi de l'argent sur les comptes de l'IMAR Bankasi ainsi que de Star TV. De plus, Cem Uzan n'aurait pas payé ses dettes envers TürkSat qui diffusait son bouquet satellite Star Digital. La chaîne devient publique pendant un an jusqu'au rachat de la chaîne par Doğan Holding, propriétaire également de la chaîne turque Kanal D, ainsi que toutes les chaînes thématiques (Dizi TV, Yesilçam TV, Metro+, Joy TV, etc.) formant le Digi Fun Club, en septembre 2005.

### Ère Dogan
Après son rachat par Dogan Yayin Grubu, l'érosion d'audience se fit sentir, notamment par la baisse globale des séries diffusées, principalement reléguées par la chaîne-mère Kanal D qui lui permet alors d'épurer sa grille afin de mettre à l'antenne de nouvelles séries et compléter celle de Star TV à moindre budget. Ainsi, des séries comme Akasya Duragi, Sihrli Annem ou Genis Aile ont vu leur diffusion passer d'une chaîne à une autre en milieu de saison.
Une déclinaison européenne de la chaîne, baptisée EuroStar TV vit le jour en 2006.
Les droits de diffusion de la Ligue des champions, détenus depuis ses débuts par Star TV, se retrouvent progressivement diffusés sur les chaînes payantes du groupe Dogan Yayin Grubu.
Depuis mai 2009, un nouvel habillage apparaît à l'écran. Le logo, qui était placé depuis 20 ans en bas à droite, se distinguant au passage des autres chaînes turques, se retrouve en 3D et remonté en haut à gauche.

### Ère Dogus
Après de longues négociations, Dogus Holding, propriétaire notamment des chaînes NTV et CNBC-e, rachète Star TV ainsi que la chaîne EuroStar TV pour 327 millions de dollars. Un communiqué de la chaîne annonce des changements significatifs pour janvier 2012 ainsi qu'un remaniement total de la chaîne pour septembre 2012.
Le rachat de la chaîne provoque le départ de Ugur Dündar à la tête de la direction de l'information de la chaîne depuis 2007.
C'est le 31 décembre 2011, à 19h (heure locale), qu'est dévoilé la nouvelle identité visuelle de Star TV. La chaîne voit son logo historique datant de 1992 être mis de côté pour arborer un nouveau logo. La diffusion passe également du 4:3 au 16:9, devenant ainsi la première chaîne généraliste turque à diffuser continuellement sous ce format et le 3e du groupe Dogus, après CNBC-e et e2.
Le groupe Doğan Holding, propriétaire de la chaîne, a été racheté en mars 2018 par le groupe Demirören Holding, proche du président turc Recep Tayyip Erdoğan. Certains voient cet achat comme un renforcement du contrôle des médias par le gouvernement turc.

## Identité visuelle

### Logos

Logo de Magic Box Star 1 du 1er mars 1990 au 10 juin 1992
Logo de Star TV du 10 juin 1992 au 31 décembre 2011.
Logo de Star TV depuis le 31 décembre 2011 à 19h.

## Diffusions
La chaîne diffuser sur le satellite Türksat 2A en numérique (mais seul le public turc peut recevoir cette chaîne, les européens étant obligés de regarder la déclinaison Europe de la chaîne nommée Euro Star) ainsi que dans un format crypté/payant dans le bouquet DigiTurk.
Les internautes peuvent également visionner la chaîne depuis le portail de webtv mondial JumpTV.